# Fm yokohama 25th ANNIVERSARY SPECIAL
『Fm yokohama 25th ANNIVERSARY SPECIAL』（エフエムヨコハマ・トゥエンティフィフス・アニバーサリースペシャル）はFM YOKOHAMA（Fヨコ/YFM）が、2010年12月20日(月)に開局25周年を記念して放送した開局記念特別番組。
2010年の年明けから25周年記念のジングルや特別番組を放送してきたFM yokohama 25周年企画の集大成に当たる番組で、通常番組と特別編成の番組を織り交ぜて放送したほか、FM yokohamaゆかりのゲストやDJが登場した。

## タイムテーブル
4：00　25th Anniversary KICK OFF SPECIAL
- DJ：藤田優一（THE BREEZE【レポーター】、VIEW OF TOWN【DJ】）、穂積ユタカ（E-ne!〜good for you〜【レポーター】）
- 1曲目：Sailing／Christopher Cross（開局一発目のオンエア曲）

5：00　MORNING STEPS
- DJ：栗原治久
- 内容

25周年記念の特別企画「フラッシュバック80's」や、早見優、角谷浩一が出演。早見はFM yokohama開局当初に「KPOP-YU」という番組を担当していた〔参考リンク〕。
5時台の「朝いち電話リレー」は、藤田と穂積が出演
9：00　THE BREEZE
- DJ：北島美穂
- 内容

通常通りの、「もっと知りたい!神奈川 街角レポート」として藤田優一が小田原をめぐる他に、11:30頃には杉山玲子（Asaren【DJ】）が鎌倉市から、12:30頃には穂積ユタカ（E-ne!【レポーター】）が横浜市金沢区から「Fヨコのある風景」としてレポートする
10時台の「ベスト5コーナー」は休止して、前田亘輝（TUBE）が登場。12時台には森山直太朗が出演
13：00　THANKS 25th Anniversary Special
- DJ：《スタジオ》光邦（tre-sen【DJ】）、MITSUMI（E-ne!【DJ】）　《横浜BLITZ中継》栗原治久（MORNING STEPS【DJ】）、鈴木まひる（AIR CRUISE【DJ】）
- スタジオ関連　内容

スタジオゲストが渡辺美里、杉山清貴、FIRE BALL。渡辺「ヨコハマラジオナイト 『ノーサイドステーション』」でDJを務めたことがある。
引き続き、「Fヨコのある風景」として藤田優一、杉山玲子、穂積ユタカがレポートする
- 横浜BLITZ関連　内容

「ヨコハマ・ラジオ・ナイト」リターンズ … 谷村有美（きままにFELL MIE）、佐藤竹善（MONDAY GIT YOU）、斎藤誠
ヨコハマ・剣's・ナイト … 横山剣（CLAZY KEN BAND）
ヨコハマ・パーティー・ナイト … 日高光啓（AAA）、KG、IMALU、Tiara、三浦大知、Spontenia、BENIのライヴ中継
23：00　YOKOHAMA NEXT 25
- DJ：角谷浩一（MORNING STEPS FRIDAY【DJ】）、北島美穂（THE BREEZE【DJ】）
- 内容

次の25年間に思いをはせる展望番組。「YOKOHAMA未来研究所」なる場所で25年後のYOKOHAMA生活を想像していく番組
24：00　POP/FOREVER〜電リクReturns
- DJ：矢口清治
- 内容

1985年の開局から2010年までの洋楽ヒット曲を電話リクエスト（電リク）で募り、1989年春から12年間に横浜の朝の顔（「MIND YOU! SAIL ON GROOVY」→「GOOD MORNING YOKOHAMA」→「THE MORNING」）であった矢口が5時間渡ってつないでいく特別番組のフィナーレを飾る番組。
- ゲスト

湯川れい子（DANCING GROOVE!〜HOT JAM〜『Music Rumble』他DJ／現在『Music Rumble』担当）
鈴木しょう治（ムーンライト・ラグーン、DANCING GROOVE!〜HOT JAM〜『THE BEAT』他DJ／現在『BEAT JAM』担当）
今泉圭姫子（DANCING GROOVE!〜HOT JAM〜『POP ON THE RADIO』他DJ／現在『Radio HITS Radio』担当）
和田誠（ミュージック・ゴーズ・オン他DJ／現在『ROCK DRIVE』担当）

## その他放送の特別番組
FM yokohama 試験電波
1:01.00～3:58.00に放送した。普段はとは違い、FM yokohamaの25周年記念ジングル（「THANKS! 25th Anniversary」）が多く流された。
3:58.49から、CHR SLOW Ver.のジングルが流れ、そのままオープニングアナウンス。

ただし、普段から4:00の時報は流れないため、時報はなく、藤田と穂積の番組タイトルのシャウトから始まった。
FM yokohama 25周年記念特別番組
- ラジオ@HOME （tre-sen トレセンバラエティ金曜日）
- 1Q8GO!
- アリガトウノカタチ
- ブラバン天国
- YOKOHAMA ORIENTAL BEAT ～つながり～ （6月2日）